# Bonney Lake (Washington)
Bonney Lake es una ciudad ubicada en el condado de Pierce en el estado estadounidense de Washington. En el año 2000 tenía una población de 17.168 habitantes y una densidad poblacional de 687,6 personas por km².

## Geografía
Bonney Lake se encuentra ubicada en las coordenadas 47°11′13″N 122°10′12″O / 47.18694, -122.17000.

## Demografía
Según la Oficina del Censo en 2000 los ingresos medios por hogar en la localidad eran de $60.282, y los ingresos medios por familia eran $62.644. Los hombres tenían unos ingresos medios de $46.813 frente a los $31.837 para las mujeres. La renta per cápita para la localidad era de $21.371. Alrededor del 4,0% de la población estaban por debajo del umbral de pobreza.